# Friederike Julie Lisiewska

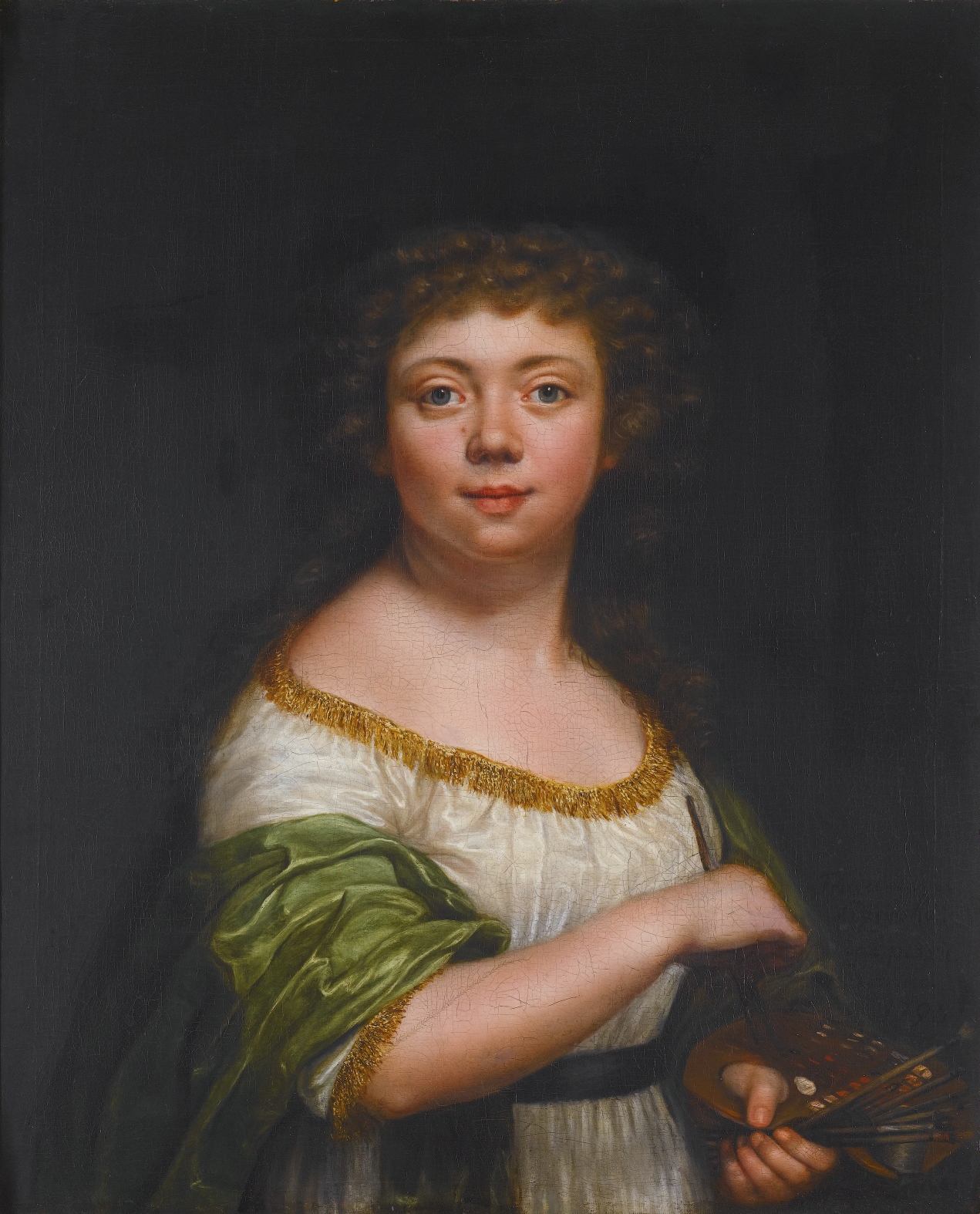
Selbstbildnis (1793)

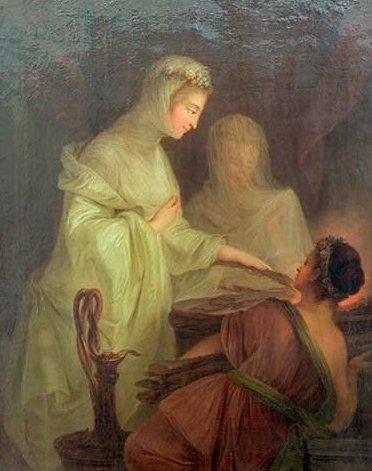
Andacht – Vestalinnen am Altar der Vesta, 1794, Staatliches Museum Schwerin

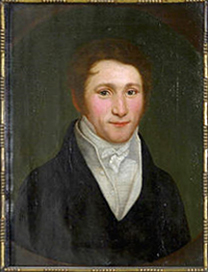
Porträt des Juristen Johann Heinrich Viereck (1780–1851), 1820, Privatbesitz

Friederike Julie Lisiewska, auch Friederike Juliane, Friedericke, Liszewska oder Lisiewski (* 26. Dezember 1772 in Dessau; † 27. April 1856 in Wismar) war eine deutsche Malerin, die in Berlin und Westmecklenburg tätig war.

## Leben
Friederike Julie Lisiewska war eine Tochter des Hofmalers in Dessau und Ludwigslust Christoph Friedrich Reinhold Lisiewsky (1725–1795) und damit Abkömmling einer in Preußen, Dessau und Mecklenburg wirkenden Künstlerfamilie des 18. Jahrhunderts. Sie wuchs ab 1778 in Ludwigslust auf, wo ihr Vater Hofmaler der Herzöge Friedrich und Friedrich Franz I. war. Schon 1786 fertigte sie zwei Pastell-Porträts von Herzogin Luise an. Ab 1792 ermöglichte ihr ein Stipendium des herzoglichen Paares, in Berlin Schülerin von Bernhard Rode zu werden.
Ein Porträt ihres Vaters gelang so gut, dass sie am 1. August 1793 in die Preußische Akademie der Künste aufgenommen wurde. Bis 1810 stellte sie regelmäßig auf den Ausstellungen der Akademie aus. Ende 1794 vollendete sie nach dem Tod ihres Vaters dessen angefangenes Porträt von Herzog Friedrich Franz. Aus dem Jahr 1797 war 1929 noch ein Porträt des Berliner Theologen Johann Friedrich Zöllner im Besitz der Berliner Marienkirche erhalten. 1802 bewarb sie sich nach dem Tod von Christian Ludwig Seehas, dem Nachfolger ihres Vaters, um die Stelle als Hofmalerin, bekam aber den Bescheid, dass diese Stelle nicht wieder besetzt würde. Zur Jahreswende 1811/12 schickte sie eine Kiste mit Gemälden an Johann Wolfgang von Goethe in der Hoffnung, dass er sie beim Weimarer Hof verkaufen könnte, was jedoch nicht möglich war. Als Malerin lebte sie von 1814 bis 1836 in Grevesmühlen bei ihrer Schwester und von 1838 an in Wismar. Regelmäßig schickte sie Gemälde an den (groß)herzoglichen Hof und erhielt dafür Geldgeschenke. 1838 und 1840 nahm sie erneut an Ausstellungen der Akademie teil; in dieser Zeit schuf sie überwiegend Genrestücke.
Das für sie wegbereitende Porträt ihres Vaters ging an die Preußische Akademie der Künste, deren Ehrenmitglied ihr Vater seit 1783 war. Ein Selbstporträt von Friederike Julie (ca. 1820), das sie 1822 auf der Akademieausstellung zeigte, befindet sich im Germanischen Nationalmuseum in Nürnberg.